# Ley de la Jefatura del Estado del Reich Alemán
La Ley de la Jefatura del Estado del Reich Alemán (en alemán: Gesetz über das Staatsoberhaupt des Deutschen Reichs) fue un estatuto promulgado por el gobierno de la Alemania nazi el 1 de agosto de 1934 que consolidó los cargos del Presidente del Reich y del Canciller del Reich en la persona de Adolf Hitler.

## Antecedentes
El jefe de Estado de la República de Weimar era el Presidente del Reich, establecido por la Parte I, Sección 3 de la Constitución de Weimar de 1919. El Presidente del Reich era también el Comandante Supremo de la Reichswehr alemana, tenía el poder de nombrar y destituir al Canciller, podía disolver el Reichstag y convocar nuevas elecciones y ostentaba el poder de indultar.
En el verano de 1934, la presidencia la ocupaba Paul von Hindenburg, que había sido elegido en 1925 para un mandato de siete años y reelegido en 1932. Ahora, con 86 años, había enfermado de cáncer de pulmón en abril de 1934 y su la salud se estaba deteriorando rápidamente. A principios de junio se retiró de Berlín a su finca en Neudeck, Prusia Oriental (hoy Ogrodzieniec, en Polonia).
La constitución originalmente había decretado que en caso de una vacante presidencial, el canciller debía ejecutar temporalmente las funciones del cargo hasta que se pudiera organizar una nueva elección presidencial. Este fue el procedimiento que se siguió cuando el primer presidente del Reich, Friedrich Ebert, murió en 1925. Sin embargo, según una enmienda constitucional sobre la sucesión presidencial aprobada en diciembre de 1932, el presidente del Reichsgericht (Tribunal Supremo) reemplazó al canciller como Presidente del Reich interino. En 1934 se trataría de Erwin Bumke, entonces miembro del Partido Nacional del Pueblo Alemán. Irónicamente, los nazis habían propuesto este cambio antes de que Hitler asumiera el poder, para disipar los temores de que la presidencia también cayera bajo el control de Hitler si se convertía en canciller.
Hitler, que había sido nombrado Canciller del Reich el 30 de enero de 1933, vio ahora este acuerdo como una amenaza potencial, ya que el nuevo presidente tendría autoridad para destituirlo. Durante algún tiempo había temido que el presidente y las fuerzas conservadoras del ejército lo reemplazaran con una dictadura militar. En consecuencia, Hitler comenzó a trazar planes para alterar una vez más las reglas de sucesión ya en abril de 1934, cuando supo que Hindenburg probablemente moriría antes de que terminara el año. Con ese fin, Hitler trató de persuadir a los altos comandantes militares para que lo apoyaran como sucesor de Hindenburg. Según los poderes de emergencia que le otorgaba la Ley habilitante, el gobierno del Reich (es decir, el Canciller y su gabinete) podía promulgar leyes, sin la participación del Reichstag o del Presidente del Reich. En determinadas circunstancias, estas leyes podrían desviarse de la constitución. Sin embargo, una de esas excepciones estaba en el artículo 2 de la ley, que estipulaba que "los derechos del Presidente no se ven afectados". Durante mucho tiempo se ha interpretado que esta disposición prohíbe a Hitler intentar alterar la presidencia.
La aprobación de la Ley habilitante y la prohibición de todos los partidos distintos del nazi dejaron el poder del presidente para destituir al canciller como el único remedio mediante el cual Hitler podía ser destituido legalmente de su cargo y, por tanto, el único control de su poder. Hitler se dio cuenta de este hecho en julio de 1934, cuando Hindenburg estaba tan indignado por la escalada de excesos nazis que amenazó con despedir a Hitler y declarar la ley marcial a menos que Hitler actuara inmediatamente para disipar la tensión. Hitler respondió ordenando la Noche de los cuchillos largos, en la que varios líderes de las SA, entre ellos su líder Ernst Röhm, fueron asesinados junto con varios de otros antiguos rivales de Hitler.
Informado por los médicos de Hindenburg el 1 de agosto de 1934 de que al presidente le quedaban menos de veinticuatro horas de vida, Hitler convocó al gabinete esa misma noche. Inmediatamente promulgó la "Ley de la Jefatura del Estado del Reich Alemán" que unía las posiciones de Presidente del Reich y Canciller del Reich bajo el título de Führer y Canciller del Reich y confería el nuevo puesto a Hitler, consolidando su gobierno casi unilateral.

## Texto

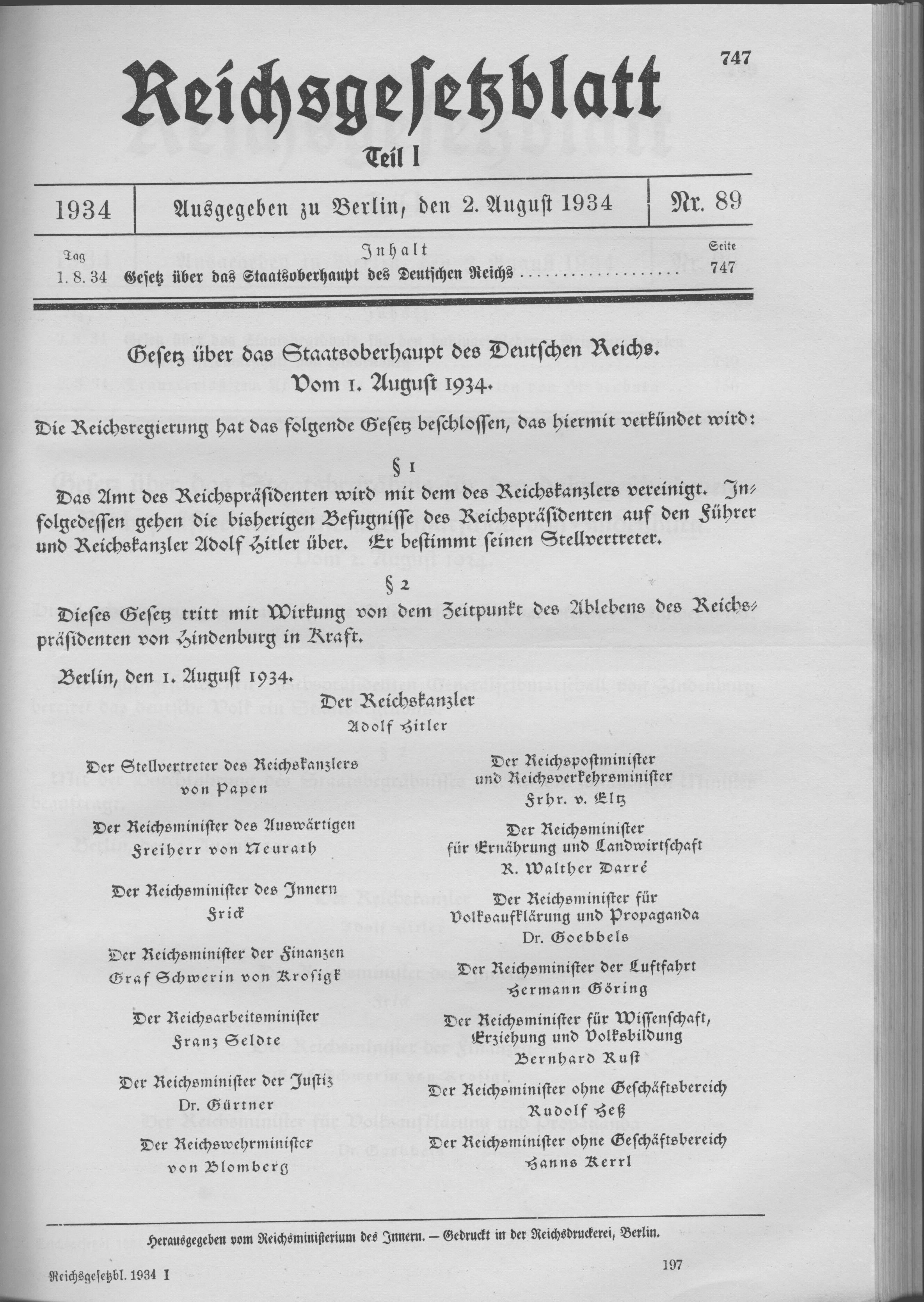
Promulgación de la Ley de la Jefatura del Estado del Reich Alemán en el Reichsgesetzblatt de 2 de agosto de 1934

Ley relativa a la Jefatura del Estado del Reich Alemán
1 de agosto de 1934
El Gobierno del Reich ha promulgado la siguiente ley que por la presente se promulga:
Sección 1
El cargo de Presidente del Reich se combinará con el de Canciller del Reich. En consecuencia, la autoridad actual del Presidente del Reich será transferida al Führer y Canciller del Reich, Adolf Hitler. Él elegirá a su suplente.
Sección 2
Esta ley entra en vigor a partir del momento de la muerte del presidente del Reich von Hindenburg.
El canciller del Reich
Adolf Hitler
El vicecanciller del Reich
von Papen
[La ley también fue firmada por los otros 13 miembros del gabinete del Reich.]

## Consecuencias
Artículo principal: Referéndum sobre la Ley de la Jefatura del Estado Alemán

El presidente Hindenburg murió el 2 de agosto, el día después de la promulgación de la ley. Hitler asumió inmediatamente los poderes y deberes de la presidencia de acuerdo con la ley y fue llamado "Führer und Reichskanzler" (Líder y Canciller del Reich). Como justificación de estos cambios, Hitler afirmó que la presidencia se había vinculado tanto a Hindenburg que el título de Presidente del Reich estaba "inseparablemente unido" a él y no debería volver a utilizarse. Además, convocó a un referéndum el 19 de agosto para ratificar estas acciones. El día antes de la votación, Oskar von Hindenburg, el hijo del difunto presidente, pronunció un discurso radiofónico a nivel nacional a favor del referéndum en el que afirmó que su padre había respaldado a Hitler como su sucesor:
Mi padre había visto en Adolf Hitler a su sucesor directo como jefe del Estado alemán, y yo actúo de acuerdo con la intención de mi padre cuando pido a todos los hombres y mujeres alemanes que voten a favor de la entrega del cargo de mi padre al Führer y Canciller del Reich.
Esta fue una tergiversación de los verdaderos deseos del expresidente. Según el historiador William L. Shirer, Hindenburg, anticipando su muerte, había preparado un documento abogando por la restauración de la Casa de Hohenzollern en una monarquía constitucional. Este documento fue encontrado por el hijo del presidente y, a través del vicecanciller Papen, fue entregado a Hitler, a quien estaba dirigido. Hitler le dijo a Papen que decidiría más adelante si se publicaría y cuándo; nunca lo hizo. El hecho de que nunca se haya encontrado entre los miles de documentos gubernamentales secretos capturados al final de la Segunda Guerra Mundial sugiere que lo más probable es que hubiera sido destruido. También fue digno de mención el ascenso de Oskar von Hindenburg, un oficial de carrera del ejército en la Reichswehr, de Oberst a Generalmajor poco después del referéndum.
El referéndum se celebró en una atmósfera de intimidación de los votantes y fraude electoral manifiesto. En algunos colegios electorales, las papeletas estaban marcadas previamente como votos "sí"; en otros, los votos anulados se contaban como votos favorables; y los votos contados en algunos distritos electorales en realidad excedieron el número de votantes registrados. En cualquier caso, el referéndum, junto con todos los intentos de convertir a Hitler en jefe del Estado y jefe de gobierno, violó el artículo 2 de la Ley habilitante. Sin embargo, esto no fue cuestionado ni legalmente ni por el público. La participación electoral fue del 95,7% y el resultado fue del 89,93% a favor de la ley.
Al fusionar los dos cargos en su persona, Hitler se aseguró de que el jefe del Estado nunca pudiera destituirlo como canciller. Al convertirse en Comandante Supremo de la Reichswehr, aseguró la lealtad de los militares, particularmente después de que su Ministro de Guerra, el Generaloberst Werner von Blomberg, alteró el juramento militar de modo que todos los miembros de las fuerzas armadas juraron lealtad incondicional, no a la República ni a la constitución, sino a Hitler personalmente. El juramento se prestó a todos los miembros de las fuerzas armadas el 2 de agosto de 1934.
Hitler siguió siendo jefe del Estado hasta su suicidio el 30 de abril de 1945. En su testamento político final, nombró al Großadmiral Karl Dönitz como Presidente del Reich, resucitando así el cargo que había usurpado efectivamente casi 11 años antes.